# Куруцы

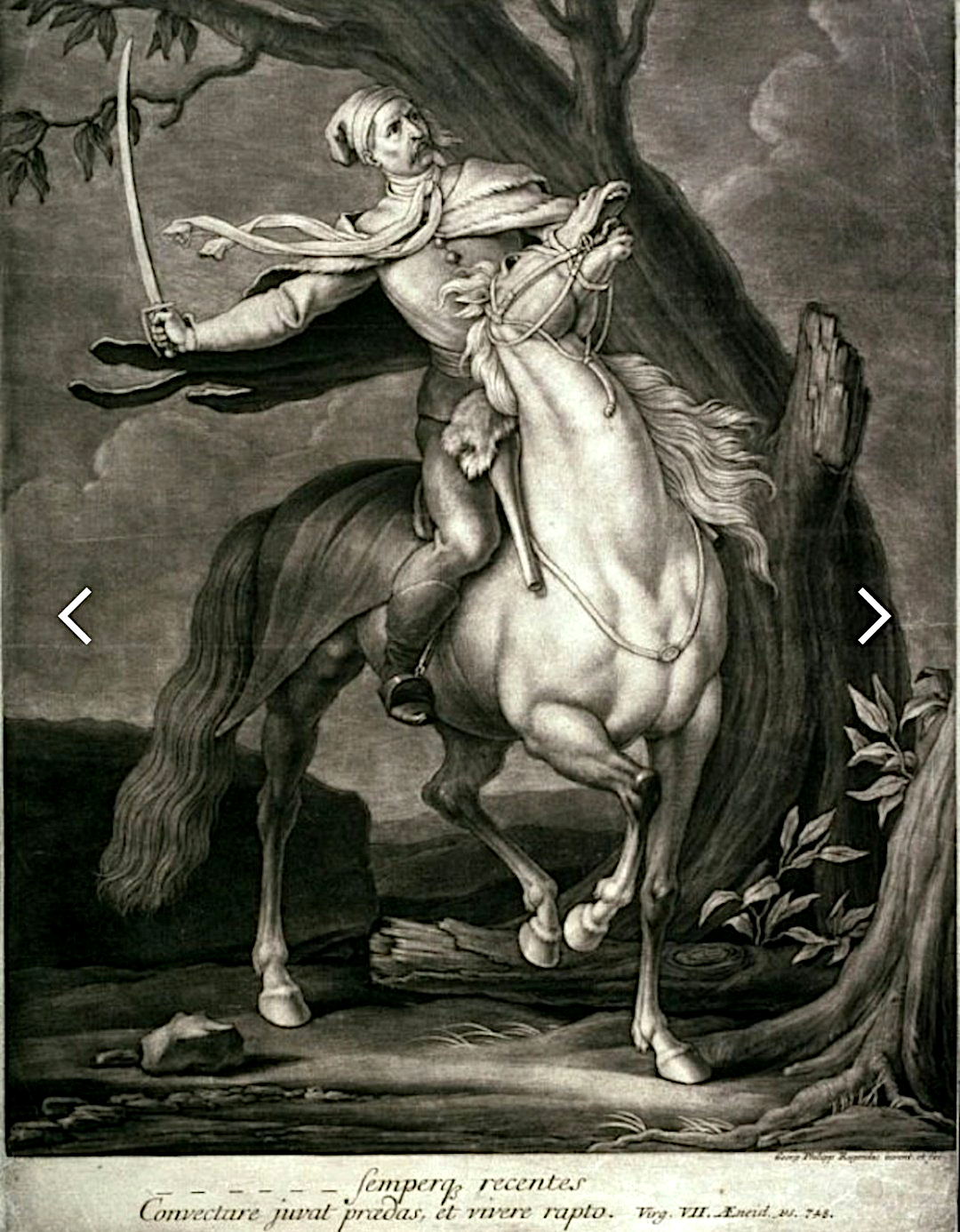
Куруцкий кавалерист.

Ку́руцы (венг. kuruczok/kurucok, словац. kuruci, от слова «крест») — название вооружённых антигабсбургских повстанцев (мятежников) в Королевской Венгрии, в период с 1671 года по 1711 год, по мнению законной власти бунтовщики, разбойники. 
В другом источнике указано что Куруцы (Kurucz) — мадьярское обозначение бунтовщиков, мятежников. В большинстве своём куруцами были этнические венгры и секеи, однако также присутствовали словаки и русины. На конец XIX столетия куруцы — синоним венгерских ультранациональных сецессионистов.

## Название
По мнению учёного XVIII века Матиаса Белла, термин использовался в 1514 году для обозначения секлерских повстанцев Дьёрдя Дожи в Венгерском королевстве, восстали против насилий землевладельческой аристократии и произвели громадное кровопролитие. После усмирения восстания «куруцов» (1514 год), в Венгрии окончательно установились крепостничество и связанная с ним барщина.
Белл предположил, что слово kuruc получено из латинского слова «cruciatus» (крестоносец), и в конечном счёте из «crux» (крест). Последователей Дожи называли «крестоносцами», так как крестьянское восстание начиналось как официальный крестовый поход против Османской империи.
Сегодня некоторые венгерские этимологи (Tótfalusi István) не принимают теорию Белла и считают, что слово появилось в 1660-х годах в формах «kuroc» или «kurudsch», имеющих неизвестное происхождение. Его оригинал имел следующее значение — «мятежник, приверженец, диссидент».
В 1671 году название использовалось белербег пашой Эгера Мени в Венгрии, для обозначения благородных беженцев из Королевской Венгрии. Впоследствии название стало популярным и использовалось с 1671 года по 1711 год в текстах на словацком и турецком языках для обозначения мятежников Королевской Венгрии и северной Трансильвании, боровшихся против Габсбургов.
Участники первого куруцкого восстания (бунта) называли себя bújdosók («беглецы») или в официальной терминологии: «различные беглые отряды — бароны, знать, конница и солдаты пехоты — кто борется за материальную и духовную свободу венгерской родины». Лидер последних восстаний (бунтов) Ференц II Ракоци также не использовал этот[какой?] термин. Современные источники часто используют слово «malcontents», чтобы обозначить мятежников.
Противоположный термин (широко распространенный после 1678 года) был «labanc» (от венгерского слова «lobonc», буквально «длинные волосы», относящееся к парику, носившемуся австрийскими солдатами), и обозначал австрийцев и сторонников Габсбургов.

## История

### Первое восстание куруцев

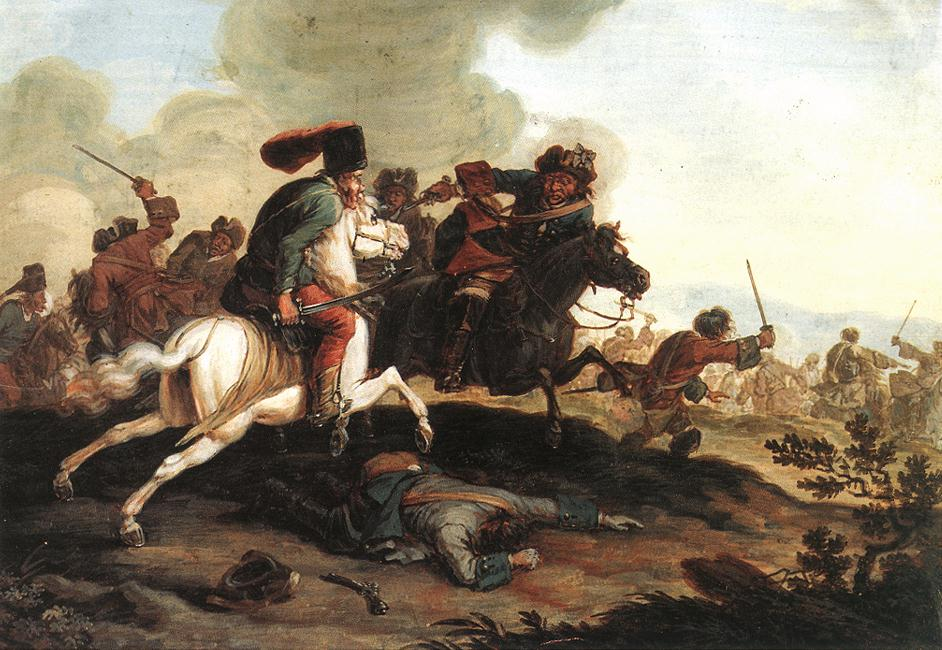
Куруцы

Первое куруцкое восстание произошло в 1672 г. Куруцкая армия объединилась в Партиуме, где находились нашедшие убежище от религиозного и политического преследования в Королевской Венгрии беженцы. Они назвали себя bújdosók («беглецы»). Их оружие представляло собой, главным образом, пистолеты и лёгкие сабли. Их тактика и стиль войны были типичны для лёгкой конницы. Основу составляли протестанты, противники габсбургской Контрреформации, мелкая знать (державшаяся за свои привилегии, которые габсбургский суд хотел отнять из-за их незнатности) и солдаты из végvárs (пограничные замки), уволенные австрийскими генералами. Позже, габсбургское притеснение венгров играло всё более и более важную роль, как и усилившийся деспотизм.
Сначала армия куруцев вторглась в Верхнюю Венгрию в августе 1672 г., где они захватили замки Диошдьори, Онод, Сендрё и Токай. После того, как они победили габсбургскую армию Париса фон Шпанау у города Кошице, к ним присоединились города Верхней Венгрии и большое количество недовольных из северных округов, населённых словаками и русинами.
Лидерами армии «беглецов» были Пал Сепеши и Матиаш Сухай, которые принимали участие в других антигабсбургских движениях. Согласно воспоминаниям Пала Сепеши, «под маской преследования папистов они грабили целые округа. Мы начали убивать грабителей, но напрасно — они не уважали никаких офицеров.»
Правительство Габсбургов немедленно приняло меры: были направлены дополнительные войска. 26 октября 1672 года габсбургская армия победила «беглецов» в Gyurke (более поздний венгерский Györke, словацкий Дюрков)hu:Györke (Szlovákia). Повстанцы отступили за реку Тису.
После этого успеха, правительство начало систематическое религиозное и политическое преследование мятежников в Королевской Венгрии. Самым позорным случаем был суд над 300 протестантскими пасторами, которые были приговорены к смерти в 1674 году и позже были проданы как рабы на галеры в Неаполе. Это вызвало протесты по всей Европе.

### Сообщество беглецов
В 1675 году «беглецы» заняли Дебрецен. Позже в том же году город был занимаем тремя различными армиями, что было нормально в то время для беспокойной Верхней Венгрии.
Беглецы пробовали организовать себя как независимое сообщество, названное «universitas» или «communitas». Они выпустили декреты, посланные представителям иностранных государств, сделали печать и держали Диеты (собрания). В то время их уже называли kuruc, хотя они себя так никогда не называли. Между 1674 и 1678 годами их лицом был граф Пал Вешшеленьи, кузен покойного пфальцграфа Ференца Вешшеленьи.
«Беглецы» установили дипломатические связи с Польшей в 1674 году и Францией в 1675 году . В мае 1677 года Франция, Польша, Княжество Трансильвании и Universitas «Беглецов» подписали соглашение в Варшаве. Согласно ему, французский король Людовик XIV гарантировал 100 000 таллеров и помощь. «Беглецы» были обязаны напасть на Габсбургов с армией размером по крайней мере 15 000 человек. Михаил Апафи, принц Трансильвании оказал военную и финансовую поддержку восставшим.
Осенью 1677 года 2 000 французских, польских и татарских солдат прибыло в Верхнюю Венгрию. Эта маленькая армия, во главе с полковником Бомонтом не была в состоянии серьёзно угрожать имперскому превосходству. Королевская Венгрия стала одним из мест войны между Леопольдом I и королём Франции. Президент венского Гофкригсрата, Раймондо Монтекукколи создал план «умиротворения» под названием «L’Ungheria nell’anno 1677». Согласно ему Королевская Венгрия занимается тремя австрийскими армиями, остатки венгерской конституции отменяются и начинается программа немецкой колонизации территории. Канцлер Пол Хокэр, один из самых влиятельных людей в габсбургском правительстве, согласился с планом Монтекукколи. В Тайном Совете он объявил, что «все венгры — предатели».

### Под властью Михайла Телеки
В 1678 году беглецы выбрали Михайла Телеки, канцлера Трансильвании своим лидером. Принц Апафи объявил войну против Австрии. Перед этим он должен был просить разрешение отлучиться у Османского султана (своего повелителя). Султан предложил недопустимое условие: в случае успеха вся Королевская Венгрия, становилась бы частью Османской империи.
5 апреля 1678 года принц Апафи выпустил декларацию людям Венгрии: он объявил, что непосредственно вместе с Польшей и Францией поднимает оружие против «тяжелого хомута притеснения» и рекомендовал «подчиниться могущественному турецкому императору, обладающему разумом и острым глазом».
Армия куруцев вместе с польскими и французскими войсками хорошо продвигалась в Верхнюю Венгрию, но они немедленно отступили в Трансильванию при появлении первых габсбургских полков. Неудача разрушила образ Телеки как компетентного лидера. С другой стороны маленький отряд куруцкой конницы (8000 человек) быстро занял важнейшие шахтерские города и замки Нижней Венгрии.

### Большие восстания куруцев

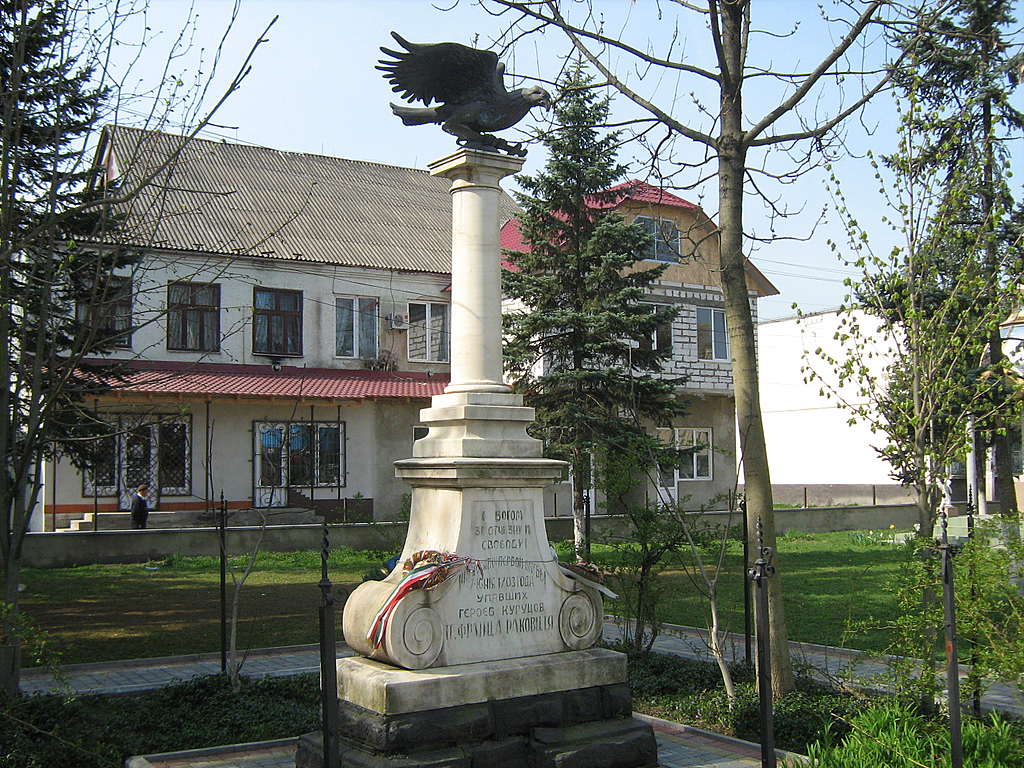
Памятник героям-куруцам, павшим в 1703 году. Село Долгое Иршавского района Закарпатской области, Украина

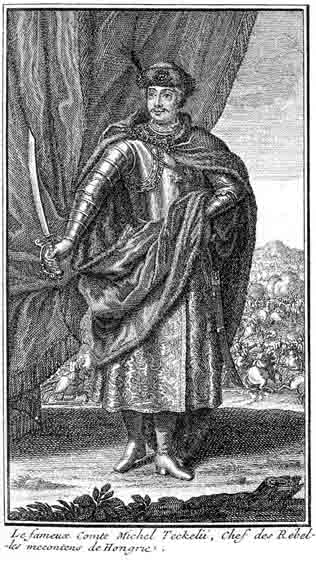
Имре Тёкёли

В 1678 году один из самых влиятельных молодых дворян Верхней Венгрии и Трансильвании, Имре Тёкёли объявил войну против Габсбургов. В августе 1678 года его армия заняла почти всю Нижнюю и Верхнюю Венгрию. Габсбургское правление в Королевской Венгрии быстро разрушалось. Беглецы присоединились к восстанию Тёкёли, и официально выбрали его своим лидером в Хайдусобосло в январе 1680 года. Войска куруцев были объединены в собственную армию Тёкёли.
В это время история куруцев синонимична с историей двух больших антигабсбургских восстаний в Королевстве Венгрия между 1680 и 1711 годами, то есть восстания Тёкёли и Ракоци. Хотя эти движения называют куруцкие войны, эти антигабсбургские восстания имели намного более широкую социальную основу и более сложные политические цели, чем освободительное движение куруцев.
Так, 14 июля 1683 года отряд куруцев захватил местечко Венгерский Брод в Моравии. Были жестоко убиты 113 евреев (большинство сожжены заживо), в том числе известный религиозный деятель, историк и писатель Натан Ганновер.

### Последующее применение
В первой половине XVIII века это слово использовалось для обозначения венгерских кавалеристов (гусары), служащих в габсбургской армии, особенно во время войны за австрийское наследство (1740—1748). Много бывших куруцких солдат восстания Ракоци присоединились к габсбургской армии после 1711 года.
Пруссаков также называли куруцами в венгерской литературе, например Йожеф Гваданьи в 1790 году. Причина этого странного использования слова была в том, что всех врагов Габсбургов отождествляли с куруцами.
В конце XVIII века термин вышел из широкого использования и стал исключительно историческим названием для мятежников (приверженцев) Бетлен-Габора, Текели, Ракоци и других. 
На конец XIX столетия куруцы — синоним венгерских ультранациональных сецессионистов. На современном венгерском языке kuruc иногда используется для обозначения патриотически настроенных граждан, которые готовы бороться за интересы венгеров.

## Пресса
- «Kuruc» — также название националистической венгерской газеты.

## В кино
- «Капитан Тенкеш» (Tenkes kapitánya) — телесериал режиссёра Тамаша Фейера (ВНР, 1963—1964 гг.).